# Bataillon des Canaris

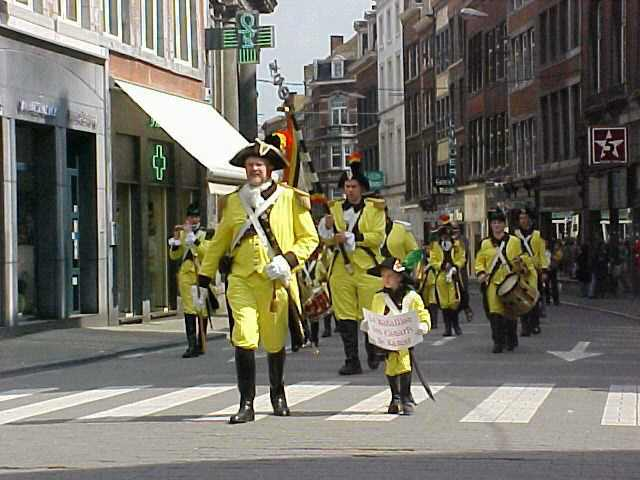
Le bataillon des Canaris à Namur en 2002.

Le bataillon des Canaris est une unité de folklore militaire qui représente des volontaires namurois de la révolution Belgique (1789-1790). Il est reconnu par la ville de Namur.
Créé en 1972 par Jean Fivet, il regroupe une trentaine de participants. Selon le site de l'ASBL concernée : « Au son du fifre et des tambours, il propose au public des salves, charges à la baïonnette, duels au pistolet ou encore son fameux bivouac ». Pendant la saison touristique, il participe aussi à l'animation de la citadelle de Namur.